# Something in the Orange
«Something in the Orange» (с англ. — «Что-то в оранжевом») — песня американского музыканта Зака Брайана. Она была выпущена 22 апреля 2022 года в качестве второго сингла с третьего студийного альбома American Heartbreak (2021). Райан Хэдлок спродюсировал сингл в студии Bear Creek. Вторая более сырая версия под названием «Z&E’s version» была позже спродюсирована Эдди Спиром.
В январе 2023 года она заняла первое место в Hot Country Songs, а в октябре 2022 года получила платиновый сертификат Американской ассоциации звукозаписывающих компаний (RIAA). Песня была номинирована на 65-ю ежегодную премию «Грэмми» в категории «Лучшее сольное исполнение в стиле кантри».

## История
Зак Брайан рассказал в интервью Today’s Country Radio с Келли Бэннен, что написал песню «в хижине в Висконсине». Брайан выпустил две версии песни: оригинальную версию сингла и альтернативный микс, в котором звучит только его вокал и фортепиано. Впервые он опубликовал фрагменты песни в социальных сетях в декабре 2021 года. Брайан также выпустил клип на песню, содержащий «кадры, снятые фанатами», которые «передают сырые и нефильтрованные эмоции» от переживаний, связанных с песней.

## Отзывы
The New York Times написала, что песня «стала его самым узнаваемым хитом со времен его ранних песен». Редакторы Rolling Stone описали «версию Z&E» как «душераздирающий сингл, полный фирменной души жанра, сведённый только к акустической гитаре и губной гармошке». BroadwayWorld описал песню как «Брайан обнажает себя, заставляя себя поверить, что есть шанс выжить для полностью обречённых отношений».
Rolling Stone поместил песню на 194-е место в своем рейтинге 200 величайших кантри-песен всех времен.

## Коммерческий успех
Песня «Something in the Orange» стала первой записью Брайана в Billboard Hot 100, дебютировав в чарте 7 мая 2022 года, а затем достигнув 12-го места.
7 января 2023 года песня возглавила хит-парад Hot Country Songs, став первым чарттоппером музыканта.

## Чарты
| Чарт (2022—2023)                             | Высшая позиция |
| -------------------------------------------- | -------------- |
| Австралия (ARIA)                             | 15             |
| Канада (Billboard Canadian Hot 100)          | 16             |
| Канада (Billboard Country)                   | 39             |
| Мир (Billboard Global 200)                   | 23             |
| Ирландия (IRMA)                              | 18             |
| Новая Зеландия (Recorded Music NZ)           | 12             |
| Швеция, Heatseeker (Sverigetopplistan)       | 4              |
| Великобритания (OCC UK Singles)              | 70             |
| США (Billboard Hot 100)                      | 12             |
| США (Billboard Country Airplay)              | 30             |
| США (Billboard Hot Country Songs)            | 1              |
| США (Billboard Hot Rock & Alternative Songs) | 2              |

| Чарт (2022)                                   | Позиция |
| --------------------------------------------- | ------- |
| Австралия (ARIA)                              | 66      |
| Канада (Canadian Hot 100)                     | 51      |
| Мир, Global 200 (Billboard)                   | 130     |
| США, Billboard Hot 100                        | 39      |
| США, Hot Country Songs (Billboard)            | 6       |
| США, Hot Rock & Alternative Songs (Billboard) | 7       |

## Сертификации
| Регион                                                                      | Сертификация  | Продажи   |
| --------------------------------------------------------------------------- | ------------- | --------- |
| Австралия (ARIA)                                                            | Платиновый    | 70 000    |
| Канада (Music Canada)                                                       | 2× Платиновый | 160 000   |
| Новая Зеландия (RMNZ)                                                       | 5× Платиновый | 150 000   |
| США (RIAA)                                                                  | Платиновый    | 1 000 000 |
| Данные о продажах + прослушиваниях приведены только на основе сертификации. |               |           |